# Kiambu
Kiambu ist die Hauptstadt des Kiambu County in Kenia. Die Stadt liegt in der Nähe von Nairobi und ist Teil ihrer Metropolregion. Kiambu hat eine Einwohnerzahl von 147.870 Einwohnern (Volkszählung von 2019) und verzeichnet ein rasantes Bevölkerungswachstum. Die Stadt ist von hügeligem Kikuyu-Ackerland umgeben. Kiambu wird als zukünftiger Anker für die städtische Entwicklung der Hauptstadt Nairobi angesehen, die nur noch wenig Raum für Wachstum bietet und da sich immer mehr Menschen in den Nachbarstädten niederlassen.

## Einwohnerentwicklung
Die folgende Übersicht zeigt die Einwohnerzahlen nach dem jeweiligen Gebietsstand.
| Jahr | Einwohner |
| ---- | --------- |
| 1989 | 6.522     |
| 1999 | 13.814    |
| 2009 | 75.203    |
| 2019 | 147.870   |

## Wirtschaft
Die Stadt Kiambu ist ein bevorzugter Standort für die Entwicklung von Immobilienprojekten aufgrund ihrer vorteilhaften Lage.
Der 1916 eröffnete Kiambu Club ist einer der ältesten Golfplätze in Kenia. Der Club verfügt auch über andere Einrichtungen wie Tennisplätze und Swimmingpools. Die Hauptlounge des Clubs ist zu Ehren von Kenias ersten First Lady, ebenfalls Ehrenmitglied des Clubs, Mama Ngina Kenyatta, errichtet worden.